# 알렉산드리아 오카시오코르테스
알렉산드리아 오카시오코르테스(영어: Alexandria Ocasio-Cortez, 영어 발음: /oʊˌkɑːsioʊ kɔːrˈtɛz/, 약칭 AOC, 1989년 10월 13일~)는 미국의 정치인으로, 민주당 소속이다. 2019년부터 연방 하원의원으로 재직 중이다. 보스턴 대학교 졸업 후 브롱크스에서 바텐더로 일하다가 2016년 대선 때 버니 샌더스 캠프에 참여하면서 정계에 입문했다. 이후 2018년 하원의원 선거에서 뉴욕주 제14선거구에 출마해, 경선에서 조 크롤리 10선 경력의 민주당 하원 원내의장을 꺾고 후보직을 거머쥐었다. 본선에서는 78%를 득표해 당선됐으며, 사상 최연소 여성 의원이 됐다. 취임 후 여러 대외 활동으로 큰 반향을 불러일으켰다. 정치적으로는 좌파적 견해를 보이고 있으며, 미국 민주사회주의자 소속이다.

## 생애

### 어린 시절
1989년 10월 13일 미국 뉴욕주 브롱크스에서 푸에르토리코 출신 모친 블랑카 오카시오코르테즈(Blanca Ocasio-Cortez)와 뉴욕주 브롱크스 출신의 푸에르토리코계 미국인 2세 부친 세르지오 오카시오 (Sergio Ocasio) 사이에서 태어났다. 대학교 2학년 때인 2008년 아버지가 폐렴으로 사망하고 서브프라임 모기지 사태로 집이 압류되자 생계 전선에 뛰어들었다.
대학을 졸업한 2011년부터 의원 경선에 출마하기 전인 2017년까지는 식당 종업원으로 일했다. 식당에서 일하는 시기 동안, 독립출판사 Brook Avenue Press를 창업하고, 비영리단체인 National Hispanic Institute에서 자원봉사로 참여하기도 했다.
2016년 대선 때 버니 샌더스 캠프에 참여했다.

### 하원의원 당선
2018년 6월 26일 시행된 민주당 후보 경선에서 57.13%의 득표를 얻어 42.5% 의 득표를 얻은 조 크롤리 민주당 하원 원내의장을 꺾고 후보직을 거머쥐었다. 크롤리는 당시 10선 현역 하원의원으로, 낸시 펠로시를 이어 차기 민주당 원내대표로 오를 가능성이 있었기에 이 결과는 이변으로 받아들여졌다. 펠로시는 결과가 발표된 후 "그녀의 승리에 현혹되지 말라"라며 승리를 부정적으로 평가했다. 반대로 버니 샌더스는 "진보 풀뿌리 정치가 어디까지 갈 수 있는지를 보여주는 예"라며 크게 환영했다.

### 하원의원 재임
금융서비스위원회 (Committee on Financial Services), 감독및정부개혁위원회 (Committee on Oversight and Reform)에서 활동한다.

#### 스쿼드
알렉산드리아 오카시오코르테스 의원은 일한 오마르, 라시다 탈리브, 아야나 프레슬리와 함께 4인 의원모임을 구성하고 있으며, 이들 모임은 스쿼드라 불린다.이들은 모두 진보 성향의 유색인종 초선 여성의원이라는 공통점이 있다.

## 정치적 성향
오카시오코르테스는 정치적으로 좌파적 견해를 보이며, 민주사회주의를 표방하는 미국의 단체인 미국 민주사회주의자 소속이다. 선거운동 기간 동안 그는 보편적인 보건 서비스 제공과 연방 일자리 보장을 주장했으며, 도널드 트럼프 정부의 무관용 비판정책을 비판했다. 후보 선출 후 태미 더크워스 연방 상원의원이 민주당이 좌경화되면 중서부에서 표를 모으기 힘들다고 비판하자, 자신의 공약은 자신의 지역구에서만 지지를 얻는게 아니라고 반박했다.

### 소득세율 인상
오카시오코르테스는 2019년 1월 6일 방영된 《60분》에 출연해 연 소득이 1000만 달러인 고소득자에게 최고세율 70%의 부유세를 도입해야 한다고 주장했다. 그녀의 인터뷰에 대해 앨런 그린스펀은 "끔찍한 아이디어"라며 "경제 활동을 심각하게 위축시키고 싶다면 그렇게 해도 될 것"이라고 강하게 비판했다. 반대로 로런스 서머스는 "그녀의 말이 맞다"라며 "미국은 보다 급진적인 세금 개혁이 필요하며, 소득 상위 1%에 있는 사람들은 지금보다 세금을 더 내야 한다"라고 옹호했다. 같은 해 열린 세계 경제 포럼에 참석한 고소득자들은 그녀의 주장에 대해 잇따라 반박했다.

## 같이 보기
- 버니 샌더스
- 미국 민주사회주의자들
- KBS NEWS: (글로벌 돋보기) 美 29세 정치 ‘샛별’ 코르테스, 민주당에 득(得)일까 독(毒)일까 양영은 기자.

## 역대 선거 결과
| 선거명      | 직책명                     | 대수  | 정당   | 득표율 | 득표수    | 결과 | 당락                 |
| ----------- | -------------------------- | ----- | ------ | ------ | --------- | ---- | -------------------- |
| 2018년 선거 | 하원의원 (뉴욕 제14선거구) | 116대 | 민주당 | 78.13% | 110,318표 | 1위  | 뉴욕주 하원의원 당선 |
| 2020년 선거 | 하원의원 (뉴욕 제14선거구) | 117대 | 민주당 | 68.68% | 104,477표 | 1위  | 뉴욕주 하원의원 당선 |
| 2022년 선거 | 하원의원 (뉴욕 제14선거구) | 118대 | 민주당 | 67.18% | 78,788표  | 1위  | 뉴욕주 하원의원 당선 |